# Raionul Zolotonoșa (pre-2020), Cerkasî
Zolotonoșa (în ucraineană Золотоніський район, transliterat: Zolotoniskîi raion) este un raion în regiunea Cerkasî, Ucraina. Reședința sa este orașul Zolotonoșa.

## Demografie
Componența lingvistică a raionului Zolotonoșa
     Ucraineană (96,5%)
     Rusă (2,96%)
     Alte limbi (0,26%)
Conform recensământului din 2001, majoritatea populației raionului Zolotonoșa era vorbitoare de ucraineană (96,5%), existând în minoritate și vorbitori de rusă (2,96%).